# Robert Snyder
Robert Snyder (ur. 16 stycznia 1916 w Nowym Jorku – zm. 21 marca 2004 w Los Angeles) – amerykański reżyser dokumentalista.
Był twórcą przede wszystkim dokumentów biograficznych. Za film o Michale Aniele The Titan: Story of Michelangelo (1950) otrzymał Oscara; był także nominowany do Oscara w 1958 za film o owadach The Hidden World.
Bohaterami jego filmów byli także m.in. pisarz Henry Miller, wiolonczelista Pablo Casals oraz futurolog (i teść reżysera) R. Buckminster Fuller (Buckminster Fuller on Spaceship Earth, 1968; The World of Buckminster Fuller, 1971).